# Jonas Frick
Carl Jonas Frick, född 29 juni 1962 i Lycksele, död 22 december 2001 i New York, var en svensk regissör och manusförfattare.

## Biografi
Frick kom in i filmbranschen i början av 1980-talet och jobbade under flera år som regiassistent i några av den tidens svenska långfilmer. Debuten var filmen Sista skriket 1980 men den första större egna produktionen var Svindlande affärer 1985, en filmproduktion som han lämnade efter bara fyra veckor på grund av en kontrovers med filmbolaget och teamet bakom filmen. Några år senare fick han dock en ny chans med Björn Skifs film Strul som blev hans egentligen enda svenska framgång i genren. Därefter jobbade Frick mestadels med reklamfilm i eget bolag där han bland annat rönte stora framgångar med reklamfilmerna för Carlshamns mejerier där tvillingbröderna Jeppsson myntade orden "gott, gotti-gott gott".
I slutet av 1990-talet flyttade han över till USA för att försöka slå sig in på den amerikanska marknaden. Sejouren där blev dock kortvarig då han strax före jul 2001 avled i sviterna av en lunginflammation. Han är sedan 2005 begravd på Skogskyrkogården i Stockholm.

## Filmografi
- 1980 - Sista skriket

## Regi
- 1980 - Sista skriket
- 1985 - G - som i gemutredningen
- 1985 - Svindlande affärer
- 1986 - Glasmästarna (TV)
- 1988 - Strul

## Filmmanus
- 1980 - Sista skriket
- 1986 - Glasmästarna (TV)